# Anatoliy Bibilov
Anatoly Bibilov (Ossétia do Sul, 13 de janeiro de 1970) é um político Osseto. Foi o 4º Presidente da Ossétia do Sul, um estado independente, parcialmente reconhecido, mas de fato independente, sucedendo Leonid Tibilov como Presidente desde 21 de abril de 2017 até 24 de maio de 2022, após sua vitória nas eleições presidênciais.

## Biografia
Bibilov nasceu Ossétia do Sul, União Soviética. Depois da oitava série, ele foi para um internato em Tbilisi, onde teve intenso treinamento militar e físico, depois ingressou na Escola Superior de Comando Aerotransportado de Ryazan. Depois de se formar, Bibilov foi enviado para a 76ª Divisão de Ataques Aéreos da Guarda. Sua divisão foi incluída no batalhão consolidado de forças de paz na Ossétia do Sul. Posteriormente, ele se juntou ao Exército da Ossétia do Sul, comandando uma unidade de forças especiais. Entre o período 1998-2008, ele voltou às forças de manutenção da paz, desta vez em um batalhão da Ossétia do Norte. Bibilov participou ativamente da guerra da Ossétia do Sul em 2008, organizando a defesa de um dos distritos de Tskhinvali contra as Forças Armadas da Geórgia.
Em outubro de 2008, foi nomeado Ministro de Situações de Emergência da Ossétia do Sul. Bibilov foi o candidato presidencial do Partido da Unidade nas eleições presidenciais da Ossétia do Sul, em 2011. Ele venceu o primeiro turno, mas perdeu o segundo turno para Alla Dzhioyeva.
Logo, porém, o parlamento da Ossétia do Sul declarou as eleições inválidas. Leonid Tibilov foi eleito presidente depois de vencer a eleição presidencial da Ossétia do Sul em 2012, da qual Bibilov não participou. Em junho de 2014, ele foi eleito presidente do parlamento da Ossétia do Sul. Atualmente, ele é o chefe do partido Ossétia Unida, que o nomeou como candidato à eleição presidencial da Ossétia do Sul em 2017. Bibilov venceu a eleição no primeiro turno com 54,8% dos votos e assumiu o cargo de 4º presidente da Ossétia do Sul em 21 de abril de 2017. Durante a sua posse, estiveram presentes delegações da República de Nagorno-Karabakh, das Repúblicas Populares de Donetsk e Lugansk e da Rússia.
Bibilov apoiava a anexação da Ossétia do Sul pela Federação Russa.